# سيريل كينغ
سيريل كينغ (بالإنجليزية: Cyril King)‏ (16 يوليو 1915 ببليموث في المملكة المتحدة - 1 يناير 1981 ببرستل في المملكة المتحدة) هو لاعب كرة قدم بريطاني (وحمل سابقاً جنسية المملكة المتحدة لبريطانيا العظمى وأيرلندا) في مركز الوسط. لعب مع نادي ساوثهامبتون ودارلينجتون إف سى.